# Przylesie (Olszanka)
Przylesie (deutsch: Konradswaldau) ist ein Dorf der Landgemeinde Olszanka (Alzenau) im Powiat Brzeski der Woiwodschaft Opole in Polen.

## Geographie
Przylesie liegt rund sieben Kilometer westlich von Olszanka, zehn Kilometer südwestlich von Brzeg (Brieg) und 51 Kilometer nordwestlich von Opole (Oppeln) in der Schlesischen Tiefebene. Durch den Ort verläuft die Woiwodschaftsstraße 401. Zwei Kilometer südlich verläuft die Autobahn A4.
Nachbarorte von Przylesie sind im Nordosten Pępice (Pampitz), im Osten Obórki (Schönfeld) und im Süden Wierzbnik (Herzogswalde).

## Geschichte

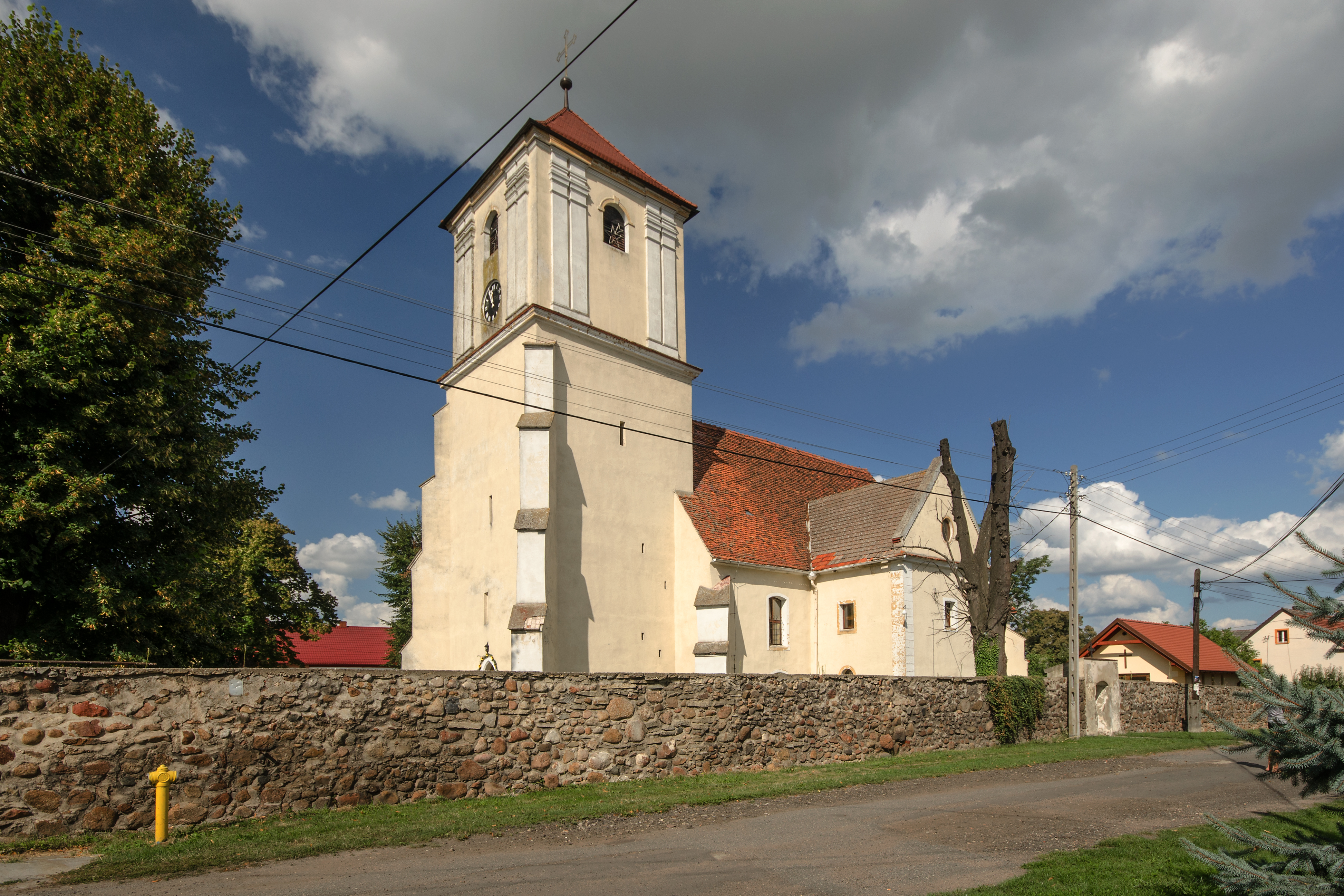
Stanislauskirche

Erstmals erwähnt wurde „Cunradswaldt“ im Jahr 1300, und für 1349 ist eine Kirche belegt. 1360 wurde es in der Schreibweise „Cunraczwald“ erwähnt.
Nach dem Ersten Schlesischen Krieg 1742 fiel Konradswaldau mit dem größten Teil Schlesiens an Preußen. Nach der Neugliederung der Provinz Schlesien gehörte die Landgemeinde Konradswaldau ab 1818 zum Landkreis Brieg, mit dem sie bis 1945 verbunden blieb. 1845 bestanden im Dorf eine evangelische Kirche, eine evangelische Schule und weitere 182 Häuser. Im gleichen Jahr lebten in Konradswaldau 886 Einwohner, davon 15 katholisch. 1874 wurde der Amtsbezirk Schönfeld gegründet, zu dem Konradswaldau gehörte. 1885 lebten 1085 Menschen in Konradswaldau. 1933 waren es 1015 und 1939 981 Einwohner.
Als Folge des Zweiten Weltkriegs fiel Konradsswalde 1945 mit dem größten Teil Schlesiens an Polen. Nachfolgend wurde es in Przylesie umbenannt und der Woiwodschaft Schlesien angeschlossen. Die deutsche Bevölkerung wurde, soweit sie nicht vorher geflohen war, weitgehend vertrieben. Die neu angesiedelten Bewohner waren teilweise Zwangsumgesiedelte aus Ostpolen, das an die Sowjetunion gefallen war. 1950 wurde Przylesie der Woiwodschaft Oppeln eingegliedert. Seit 1999 gehört es zum Powiat Breszki.

## Sehenswürdigkeiten
- Die römisch-katholische Stanislauskirche (polnisch Kościół pw. św. św. Stanisława) wurde im 14. Jahrhundert erbaut. Seit der Reformation 1534 bis 1945 diente sie der protestantischen Gemeinde. 1713 wurde die Kirche umgebaut. 1945 wurde das Gebäude teilweise beschädigt und in den 1950er Jahren wiederaufgebaut.[6] Die Kirche steht seit 1966 unter Denkmalschutz.[7]